# Culex zeteki
Culex zeteki är en tvåvingeart som beskrevs av Dyar 1918. Culex zeteki ingår i släktet Culex och familjen stickmyggor. Inga underarter finns listade i Catalogue of Life.